# Orahili Ulunoyo
Orahili Ulunoyo is een bestuurslaag in het regentschap Nias Selatan van de provincie Noord-Sumatra, Indonesië. Orahili Ulunoyo telt 1478 inwoners (volkstelling 2010).